# Вовпа
Вовпа (біл. Воўпа) — агромістечко в Вовковиському районі Гродненської области в Білорусі. Адміністративний центр Вовпинської сільської ради.
Розташоване за 25 км на північ від Вовковиська, за 10 км від залізничної станції Рось; на автомобільній дорозі Вовковиськ — Гродно. Населення становить 1544 осіб (1990).

## Історія
Вовпа вперше згадується в XV столітті як державний двір і село, володіння великого князя Казимира, який 1449 р. віддав його канцлерові Олехні Судімонтовичу. 1478 року тут була заснована церква Івана Хрестителя. Пізніше Вовпа перейшла до Гальшанських: Павло Гальшанський зробив її осередком своїх володінь.
У XVI ст. з ініціативи княгині Бони було створено Вовпівське староство у складі Вовковиського району Новогрудського воєводства. 1624 року його придбав канцлер Лев Сапега для свого сина, підканцлера Казимира Лева. Останній 1643 р. прийняв у Вовпі короля та великого князя Владислава Вазу. 1662 р. литовські конфедерати виголосили в місті смертний вирок гетьманові Вінценту Госевському.
У XVIII ст. Кароліна Тереза з Радзівілів, вдова Казимира Лева Сапеги, передала староство Вовпи Йосифові Олександрові Яблоновському. 1772 року староство мало в собі містечко Вовпа з ключами Дубна, Старий Дворац і Колодяжну. На сеймі 1773-1775 років був висвячений Юзеф Вінцент Плятер. Станом на 1775 рік у місті було 21 двір. 1773 року на старому місці побудовано нову дерев'яну церкву Івана Хрестителя з різними вівтарями. Король і великий князь Станіслава Август Понятовський 21 січня 1792 р. надав місту Магдебурзьке право і герб :"бобер природного кольору у блакитному полі".
У результаті третього поділу Речі Посполитої (1793) Вовпа ввійшла до складу Російської імперії та перебувала у Гродненському повіті. Після придушення повстання 1831 року російська влада конфіскувала місто у державну скарбницю. Станом на 1893 рік у місті налічувалося 110 дворів, костел, 2 православні каплиці, Вовпівська синагога, 2 молитовні будинки, школа, пивоварня, 2 шкіряні фабрики, барвникарня, 25 крамниць. Щорічно проводилося 5 невеликих ярмарків.
Згідно з Ризьким мирним договором (1921), Вовпа увійшла до складу міжвоєнної Польської Республіки та була центром Гродненського повіту Білостоцького воєводства.

1939 року Вовпа увійшла до складу БРСР, з 12 жовтня 1940 року є центром сільської ради. Статус населеного пункту було знижено до села. Станом на 1970 рік у Вовпі налічувалося 274 двори, а на 1990 — 670 дворів.

Старі світлини містечка
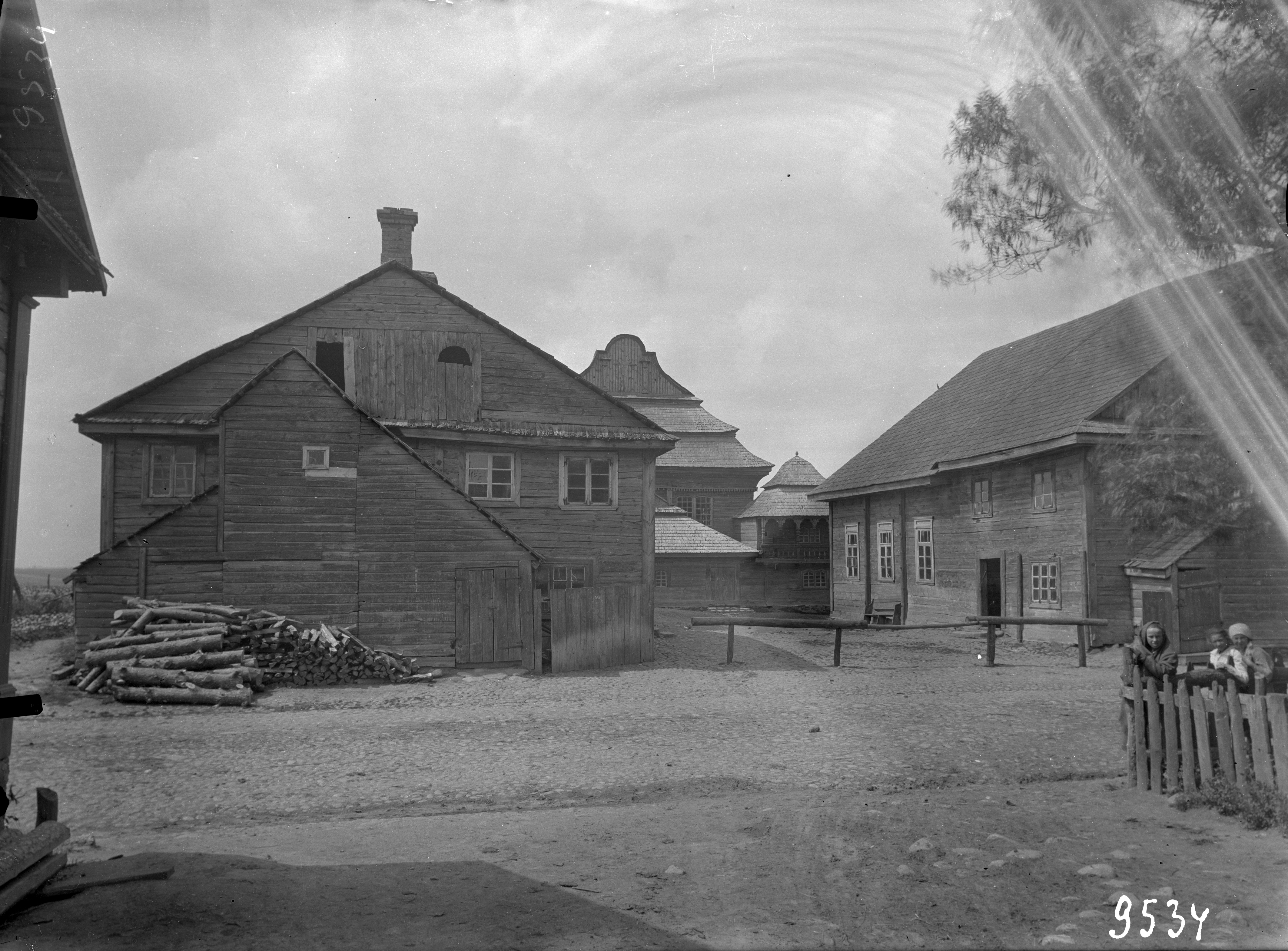
У середмісті
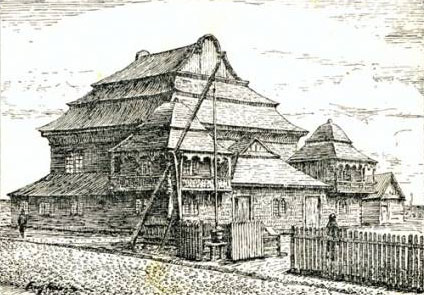
Синагога
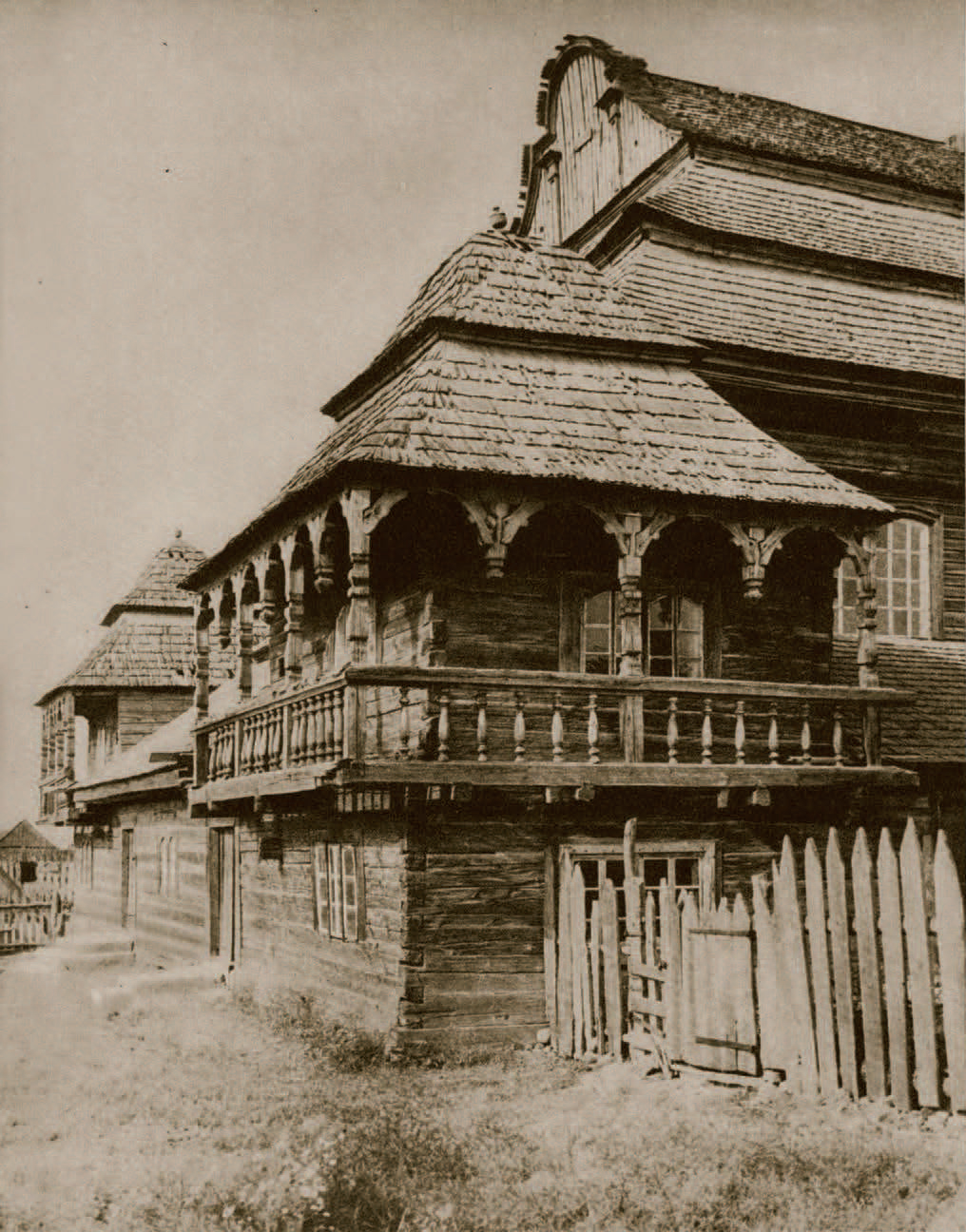
Синагога
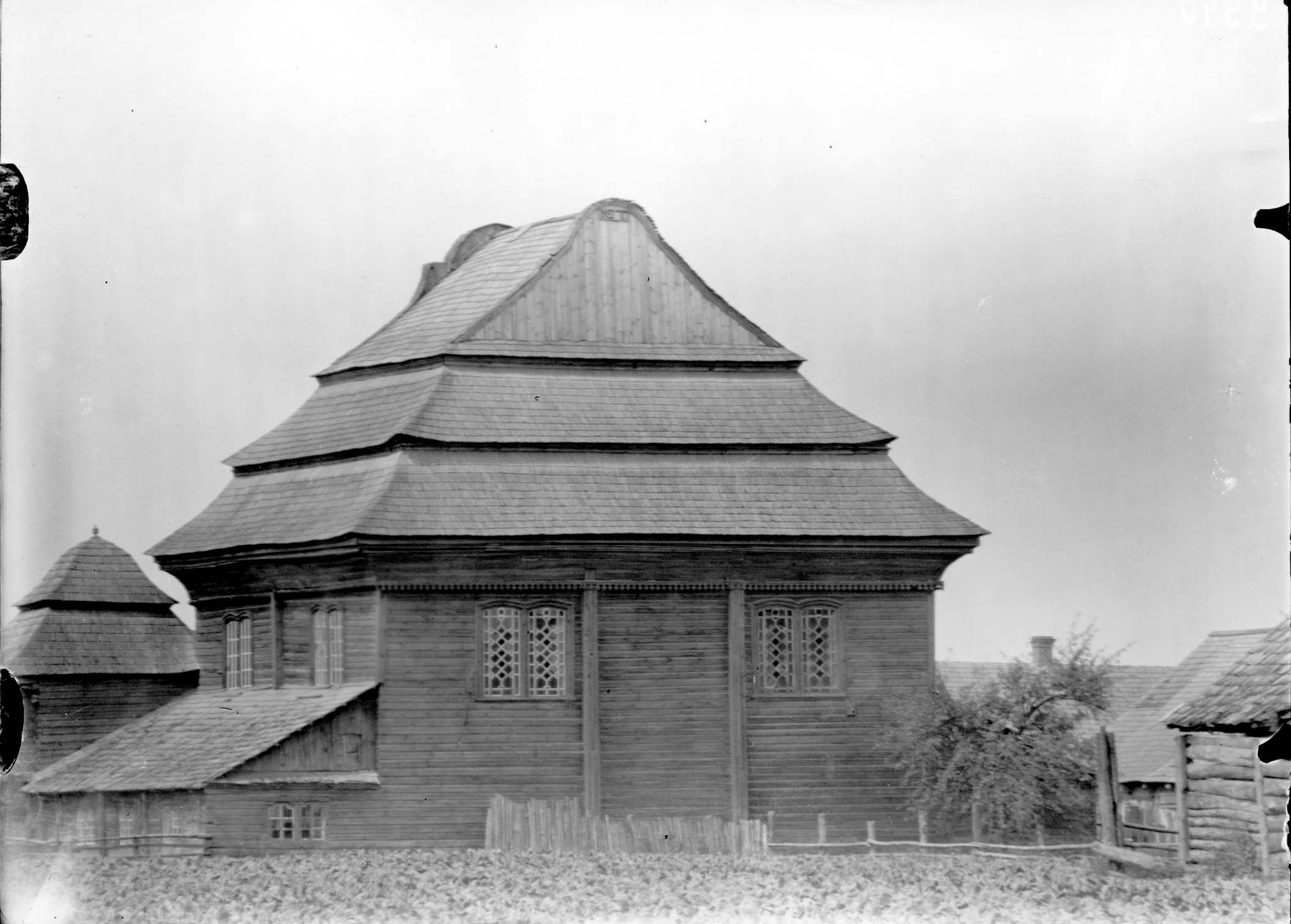
Синагога
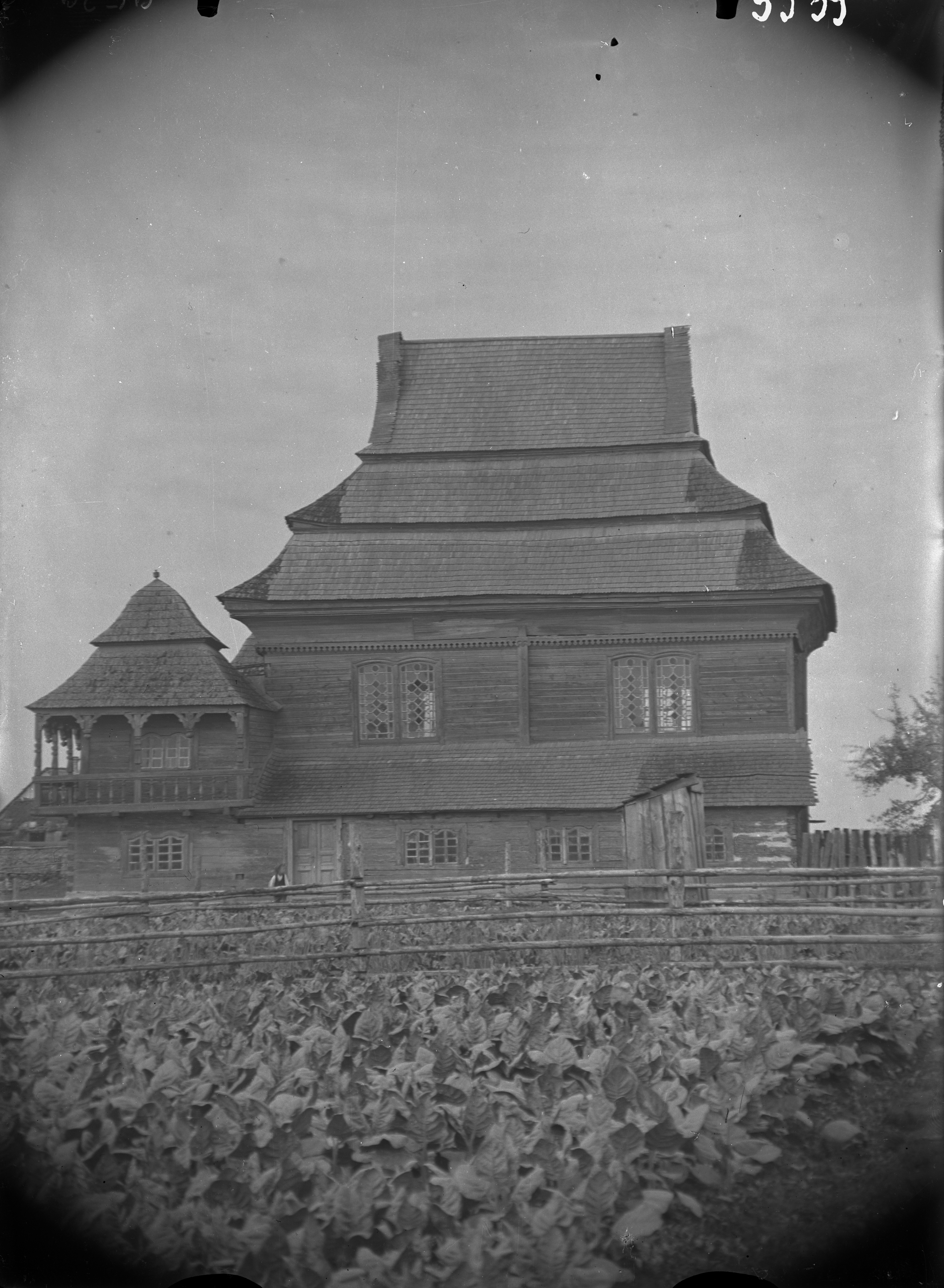
Синагога
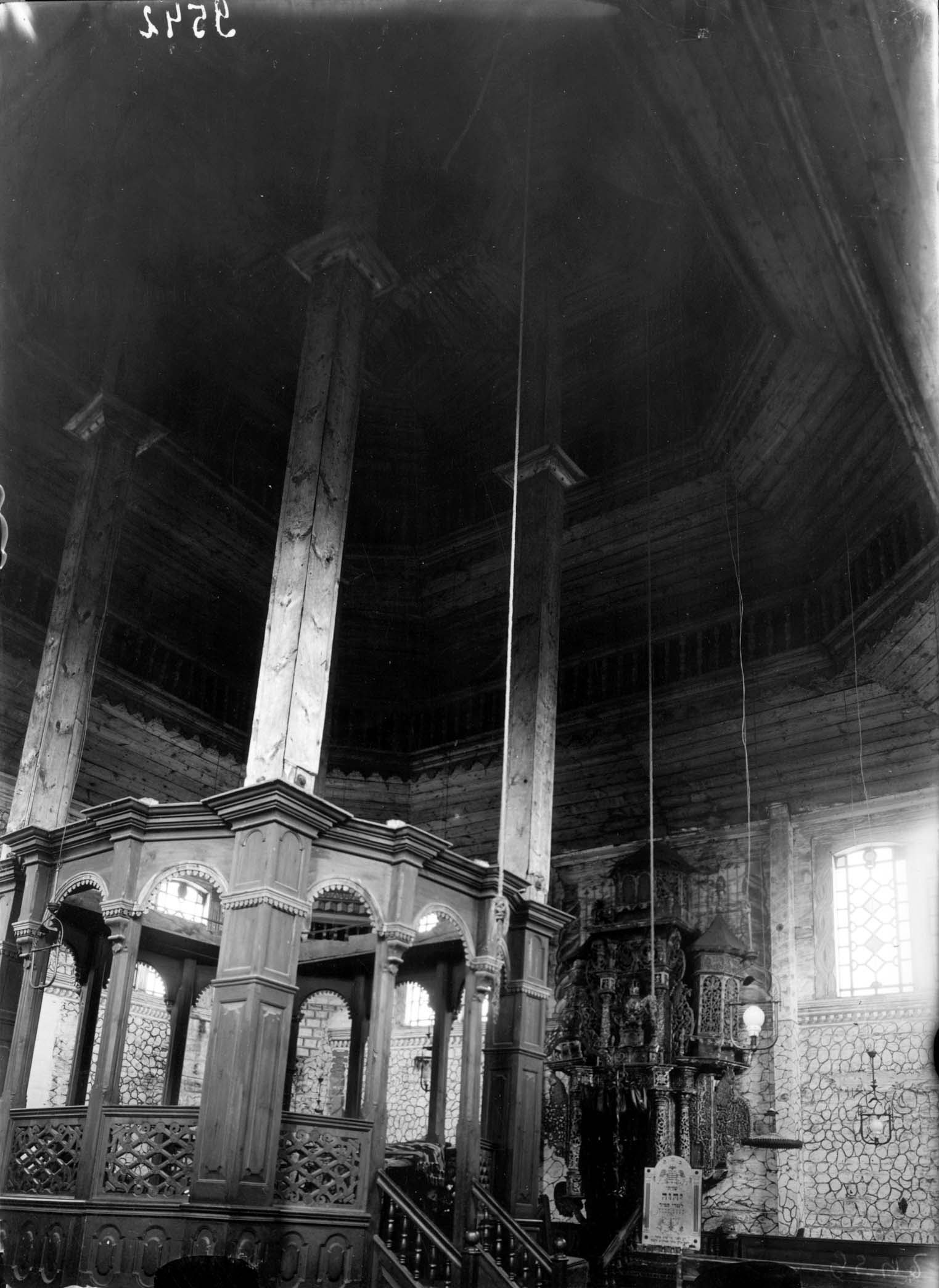
Синагога, інтер'єр
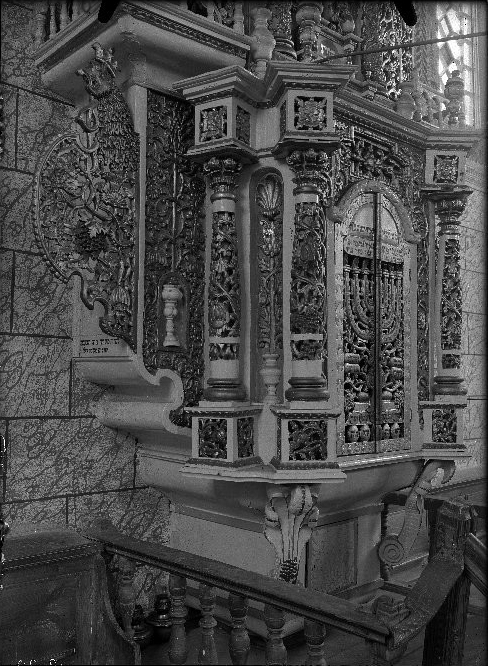
Синагога, інтер'єр
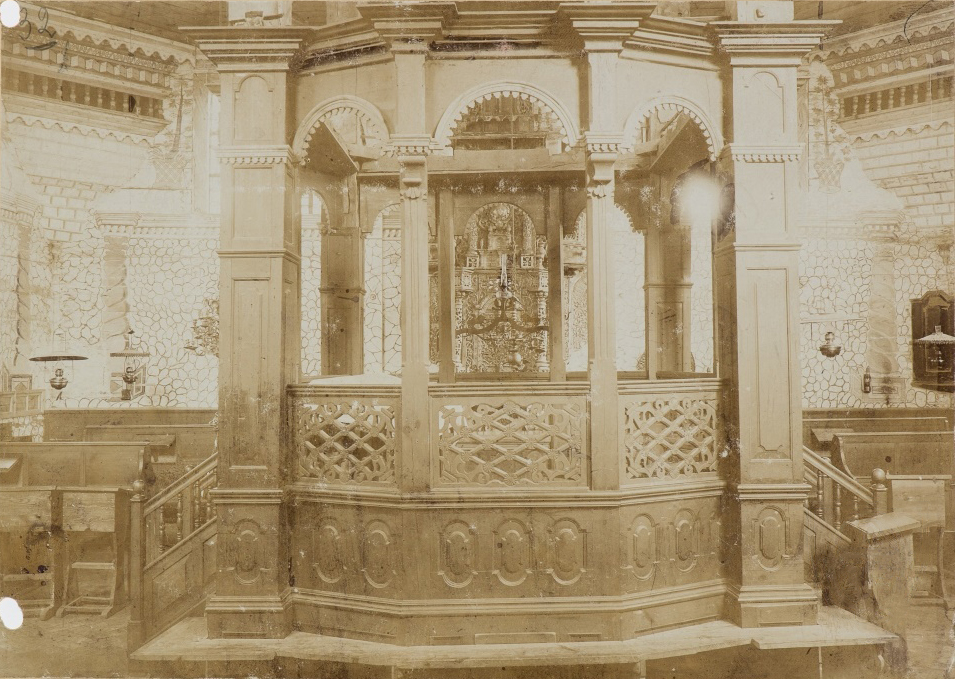
Синагога, інтер'єр

## Інфраструктура
У Вовпі є середня школа, лікарня, амбулаторія, будинок культури, бібліотека та пошта.

## Населення
- 19 століття : 1830 - 608 чоловіків, у тому числі 1 шляхта, 3 духовенства, 518 міщан-євреїв, 86 міщан-християн та селян  ; 1886 - 1634 осіб[2] ; 1893 - 2027 осіб
- XX століття : 1921 - 1731 осіб[3] ; 1970 - 460 осіб; 1990 - 1544 осіб

## Пам'ятки
- Костел Святого Івана Хрестителя (1773 рік)
- Церква святих Петра і Павла (1859 рік)
- Каплиця (1873)

### Втрачена спадщина
- Вовпівська синагога (XVII-XVIII ст.) - одна з найкрасивіших у Речі Посполитій [4] та Східній Європі [5][6] .

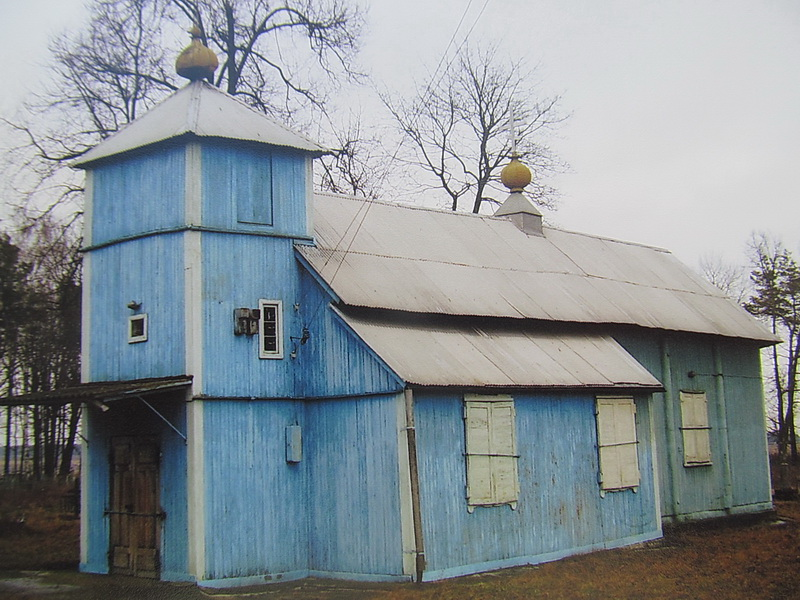
Церква св. Петра і Павла
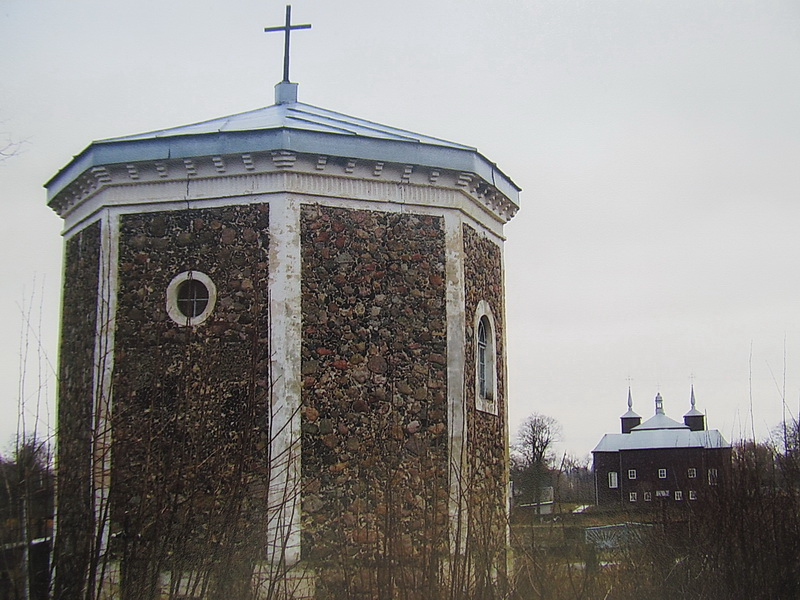
Каплиця
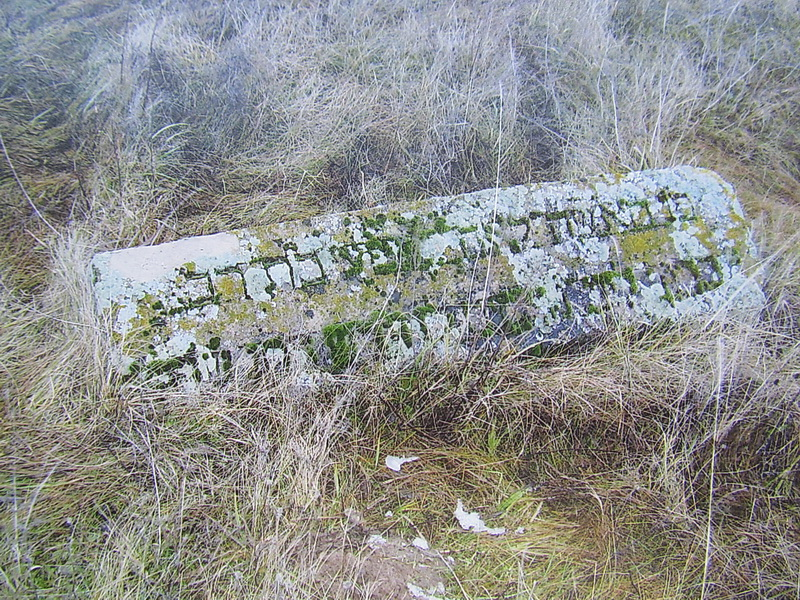
Єврейське кладовище

## Відомі люди
- Анна Павліна Яблоновська з Сапег (1728 - 1800) — княгиня, меценатка, колекціонерка, авторка економічних трактатів.